# Nossa Senhora da Piedade
Nossa Senhora da Piedade è una freguesia del Portogallo nel comune di Ourém. Ha un'area di 20,52 km² e 7.217 abitanti (2011).

## Monumenti e luoghi d'interesse
I siti in rilevanza sono principalmente chiese e cappelle.] Le chiese di particolare rilevanza sono Igreja de Vale Travesso e l'Igreja Matriz de Nossa Senhora da Piedade. Le cappelle sono molto diffuse, esse sono: A Capela de Santa Lourinhã, Capela de São Alqueidão, Capela dos Viloes, Capela de São Loucas e Capela de Pinheiro.